# خوندي فاطمة سلطان خاتون
خوندي فاطمة سلطان خاتون (مولودة في بورصة - وفاة؟) ابنة السلطان العثماني بايزيد الأول، زوج العالِم المُتصوِّف شمسُ الدين مُحمَّد البُخاري المُكنّى «بأمير سلطان». أنشأت مجمع به مسجد على اسم زوجها «جامع أمير سلطان» مازال باقيا إلي اليوم وأوقفت له ثروة.

## حياتها
اسم «خوندي» هو لقب فارسي الأصل ويدل على أن صاحبه من طبقة النبلاء، ولكن ليس من المعروف ما إذا كانت فاطمة قد تلقبت به منذ ولادتها أم بعد ذلك.

### والدتها
المصادر تختلف على أمها التي قد تكون دولت شاه خاتون أو قد تكون ابنة الأمير قسطنطين.

### زواجها
تزوجت من الشيخ العالم والمربِّي «أمير سلطان» عام 1390م.
هناك قصة تروى عن زواجها في كتب الأتراك ليس لها سند ثابت؛ أنه عندما جاء أمير سلطان إلى بورصة، كان السلطان العثماني بايزيد الأول (يلدرم الصاعقة) خارجها يُقاتل المجريين ويواصل فتوحاته في الروميلي (الأراضي العثمانية في أوروبا). بلغت خوندي فاطمة سلطان خاتون ابنة السلطان بايزيد الأول سن الزواج وكانت صاحبة تقوى  وذات جمال باهر. رأت فاطمة سلطان الرسول محمد ﷺ في الرؤيا مرتين  يطلب منها الزواج «بمحمد البخاري» (أمير سلطان). لم تخبر فاطمة سلطان أحداً بتلك الرؤيا  في البداية. ولكن في الليلة الثانية قال لها الرسول ﷺ في الرؤيا «إن كنتي تريدين شفاعتي في الآخرة، تزوجي ابني محمد بخاري، احذري أن تعصيني واسمعي لي».

### أولادها
كان لها ابن يُدعى «علي جلبي»، وابنتان.

### وفاتها وقبرها
دُفنت مع أسرتها، زوجها أمير سلطان وابنهما «أمير علي» وابنتيهما، في مدفن خاص بهم خلف جامع أمير سلطان الذي أنشأته في مدينة بورصة بتركيا، حيث أن بورصة كانت هي عاصمة الدولة العثمانية يومئذ.

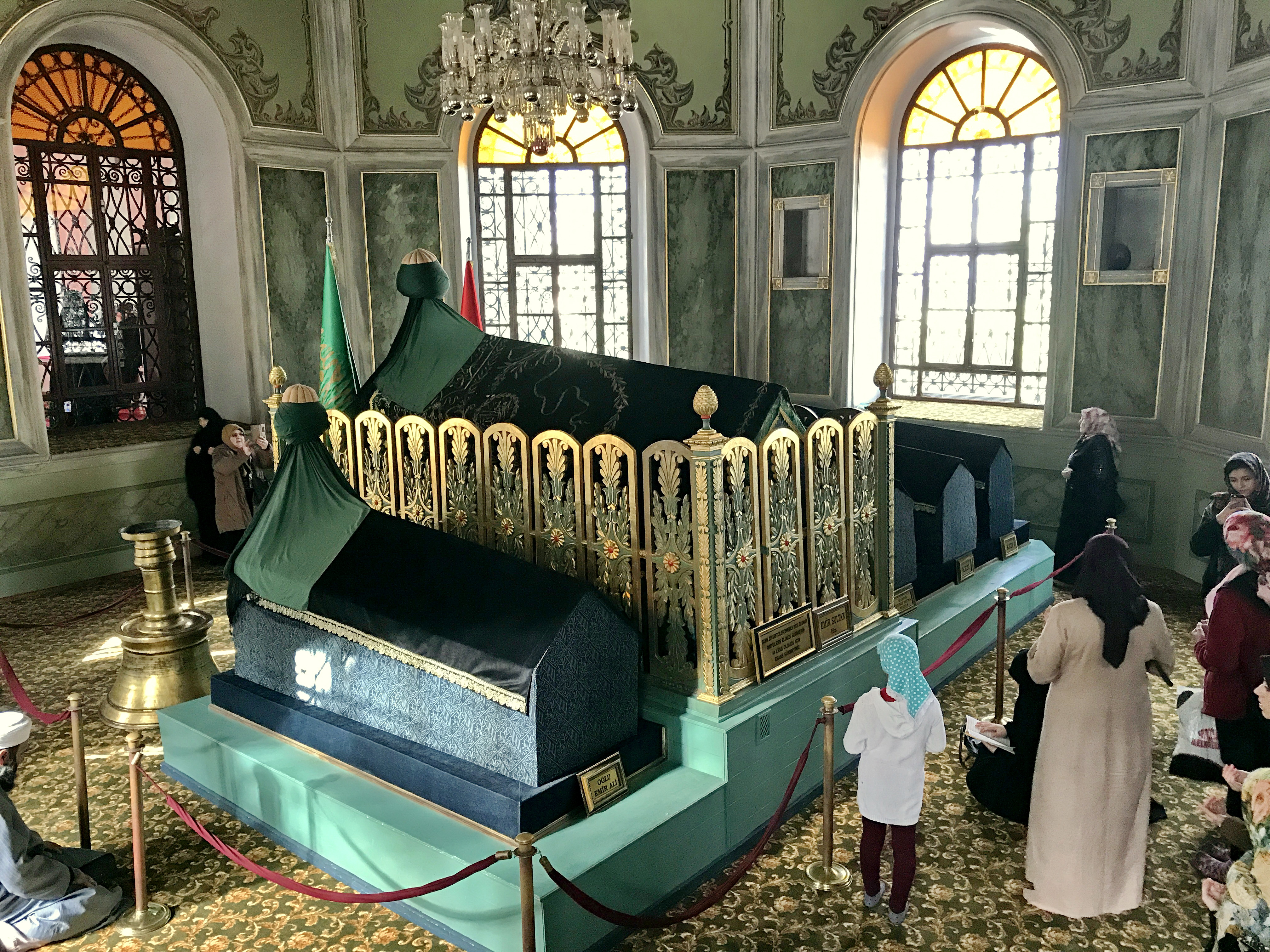
قبر «أمير سلطان» وعليه عمامة (محاط بسور نحاسي أصفر) وأمامه قبر ابنه «أمير علي» وعليه عمامة
وفي الخلف قبر زوجته خوندي فاطمة سلطان خاتون ثم ابنتيهما (اتجاه القبلة إلى يسار الصورة).

## أعمالها

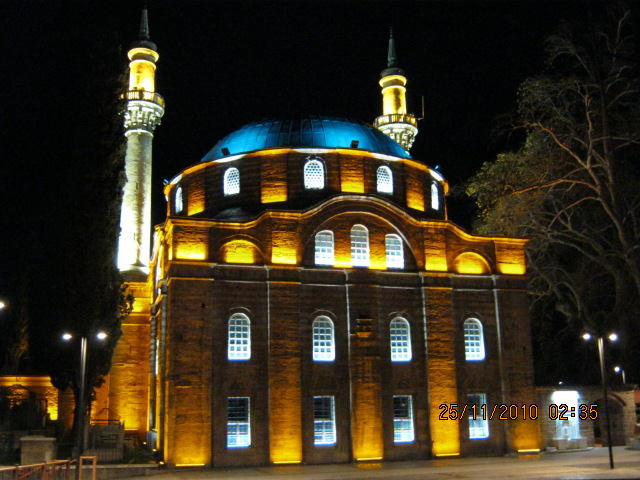
جامع أمير سلطان في الليل.

أنشأت مجمع أمير سلطان في مدينة بورصة الذي يحوي جامع أمير سلطان ومايبدو أنه غرف لتعبّد الدراويش وقسم للتكيّة وتربة (مدفن /مقبرة) ومطبخ عام للناس  وأنشأت حمام عام (وسيلة مهمة من الوسائل الشعبية للتطهير ليست في متناول الجميع) 1429م، وأوقفت لذلك وقفاً.
وكان المسجد في بداياته يُستخدم فيما يُسمى «توحيد خانة» (بالتركية: tevhidhâne)‏ للاختلاء وعبادة الله.

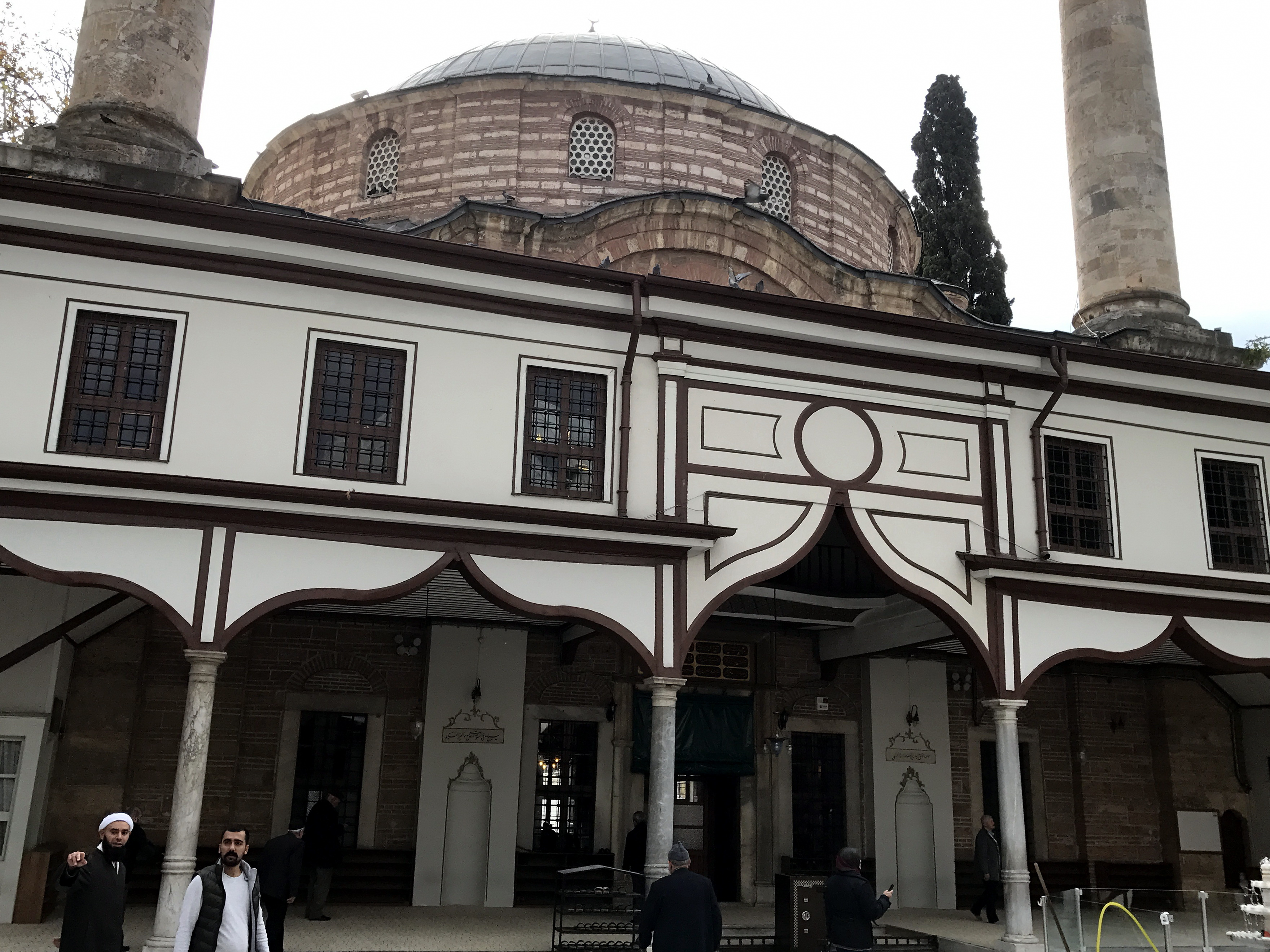
مدخل جامع أمير سلطان الذي بَنَتهُ خوندي فاطمة سلطان خاتون، وبه مدفن أسرتها (زوجها أمير سلطان وأولادهما الثلاثة) خلف الجامع.